# Perlamantis allibertii
Perlamantis alibertii — вид богомолів родини Amorphoscelidae, єдиний в роді Perlamantis. Дрібні богомоли, поширені у західній частині Середземномор'я.
Вид названо на честь французького зоолога Альфонса Аллібера (фр. Alphonse Allibert).

## Опис
Один з найдрібніших богомолів Європи, довжина тіла складає всього 1,4-1,5 см. Тіло жовтувато-сіре, з брунатними плямами. Голова ширша за передньогруди, бура, з жовто-сірими смугами. Фасеткові очі кулясті, прості вічка виразні в самців, дрібніші в самиць. Передньогруди дуже короткі, лише трохи довші за свою ширину. Тазики передніх ніг без шипів. Передні стегна всього з 1 маленьким дискоїдальним та 4 внутрішніми шипами. Передні гомілки гладенькі. Імаго обох статей крилаті, обидві пари крил майже прозорі, з бурими жилками. Складені крила вкривають кінець черевця. Церки відносно довгі, волохаті, трохи сплощені.
На вигляд нагадує веснянку.

## Спосіб життя
Нічний богомол, екологію та біологію вивчено погано. Імаго часто летять на світло в темний час доби. На думку низки дослідників вид знаходиться під загрозою через знищення місць мешкання під тиском господарської діяльності людини, зокрема туризму.

## Ареал
Вид описано з південної Франції. Поширений також в Іспанії, Португалії, Марокко, Алжирі, Тунісі, на заході Лівії.